# Yūko Kobayashi
Yūko Kobayashi (小林 優子?, Kobayashi Yūko; Tokyo, 6 febbraio 1961) è una doppiatrice giapponese che appartiene all'81 Produce.

## Ruoli rilevanti
- Mila Hazuki in Mila e Shiro due cuori nella pallavolo
- Ayako Okamura in Boku no Chikyū o Mamotte
- Washu Hakubi in Chi ha bisogno di Tenchi?
- Marron, la figlia di Crili e C-18 in Dragon Ball Z
- Akane Yamano in Dual! Parallel Trouble Adventure
- Noe nell'episodio 39 di È un po' magia per Terry e Maggie
- Strega senpai in Kiki - Consegne a domicilio
- Lily in Mad Bull 34
- Junko Jenko in Mobile Suit Victory Gundam
- Nico Robin in One Piece (ep. 299-319 in sostituzione di Yuriko Yamaguchi)
- Shigeru (Gary Oak) in Pokémon
- Anna e Mariko Konjo in Ranma ½
- Kouryuu (Genjo Sanzo da giovane) in Saiyuki
- Tom Becker e Julian Ross (da giovani) in Che campioni Holly e Benji!!!
- Elena Weinberg in Zone of the Enders: The 2nd Runner